# Rhagadochir vilhenai
Rhagadochir vilhenai is een insectensoort uit de familie Archembiidae, die tot de orde webspinners (Embioptera) behoort. De soort komt voor in Angola.
Rhagadochir vilhenai is voor het eerst wetenschappelijk beschreven door Ross in 1952.